# Ngân Châu, Thiết Lĩnh
Ngân Châu (chữ Hán giản thể: 银州区, âm Hán Việt: Ngân Châu khu) là một quận của địa cấp thị Thiết Lĩnh, tỉnh Liêu Ninh, Cộng hòa Nhân dân Trung Hoa. Quận Ngân Châu có diện tích 203 km², dân số 330.000 người. Mã số bưu chính của Ngân Châu là 112000, huyện lỵ tại số 50 đường An Mã. Huyện Ngân Châu được chia thành 6 nhai đạo biện sự xứ, 1 hương. 
- Nhai đạo biện sự xứ: Hồng Kỳ, Công Nhân, Đồng Chung, Sài Hà, Lĩnh Đông, Lĩnh Tây
- Hương: Lĩnh Tây.